# Jacqueline Nelson
Jacqueline Nelson, née le 26 mai 1965 à Hammersmith en Angleterre, est une coureuse cycliste néo-zélandaise.

## Palmarès sur route
- 1991
  - 2e du championnat de Nouvelle-Zélande sur route
  - 37e de la course en ligne des championnats du monde de cyclisme sur route 1991
- 1993
  - 42e de la course en ligne des championnats du monde de cyclisme sur route 1993
- 1994
  - Fitchburg Longsjo Classic
  - 1re et 3e étapes de Fitchburg Longsjo Classic
- 1995
  -  Championne de Nouvelle-Zélande contre-la-montre
  - 3e du championnat de Nouvelle-Zélande sur route
  - 24e du contre-la-montre des championnats du monde sur route
- 1996
  - 1re étape de Fitchburg Longsjo Classic
  - 20e du contre-la-montre des Jeux olympiques d'été de 1996

## Palmarès sur piste

### Jeux Olympiques
- Barcelone 1992
  - 10e de la poursuite
- Atlanta 1996
  - 8e de la course aux points

### Championnat du monde
- Stuttgart 1991
  - 5e de la poursuite
- Hamar 1993
  - 9e de la course aux points
- Bogota 1995
  - 6e de la course aux points

### Coupe du monde
- 1995
  - 1re de la course aux points à Quito

### Championnats nationaux
- 1996
  -  Championne de Nouvelle-Zélande de course aux points